# Rivanj (Preko)
Rivanj je naselje u sastavu općine Preko, Zadarska županija, Republika Hrvatska. Nalazi se na otoku Rivnju.

## Povijest
Do teritorijalnog preustroja Hrvatske bio je u sastavu stare općine Zadar.

## Stanovništvo
Pri popisu stanovništva 2011 . godine Rivanj je imao 31 stanovnika.

| broj stanovnika | 35    |       | 24    | 58    | 70    | 55    | 110   | 77    | 99    | 103   | 79    | 55    | 30    | 20    | 22    | 31    | 23    |
|                 | 1857. | 1869. | 1880. | 1890. | 1900. | 1910. | 1921. | 1931. | 1948. | 1953. | 1961. | 1971. | 1981. | 1991. | 2001. | 2011. | 2021. |